# Список объектов дворцово-парковых ансамблей пригородов Санкт-Петербурга

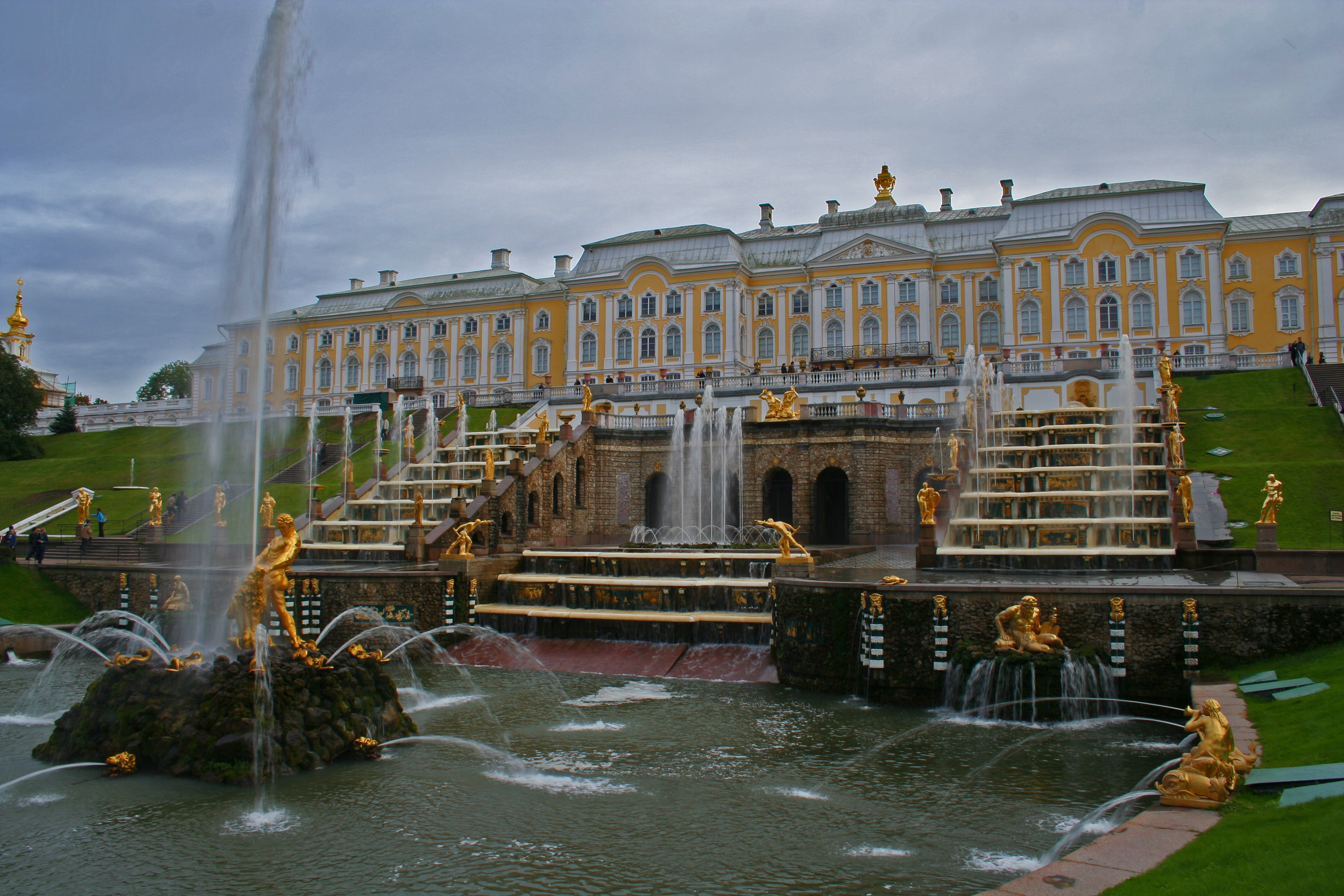
Петергоф. Вид на Большой дворец и Большой каскад

Здесь приведен список знаменитых дворцово-парковых ансамблей, расположенных в Гатчине, пригороде Санкт-Петербурга, а также в бывших пригородах Ораниенбауме (Ломоносове), Петергофе (Петродворце), Стрельне, Павловске и Царском Селе (Пушкине). Многие из них состоят под охраной ЮНЕСКО в составе объекта Всемирного наследия «Исторический центр Санкт-Петербурга и связанные с ним комплексы памятников».

## Гатчина

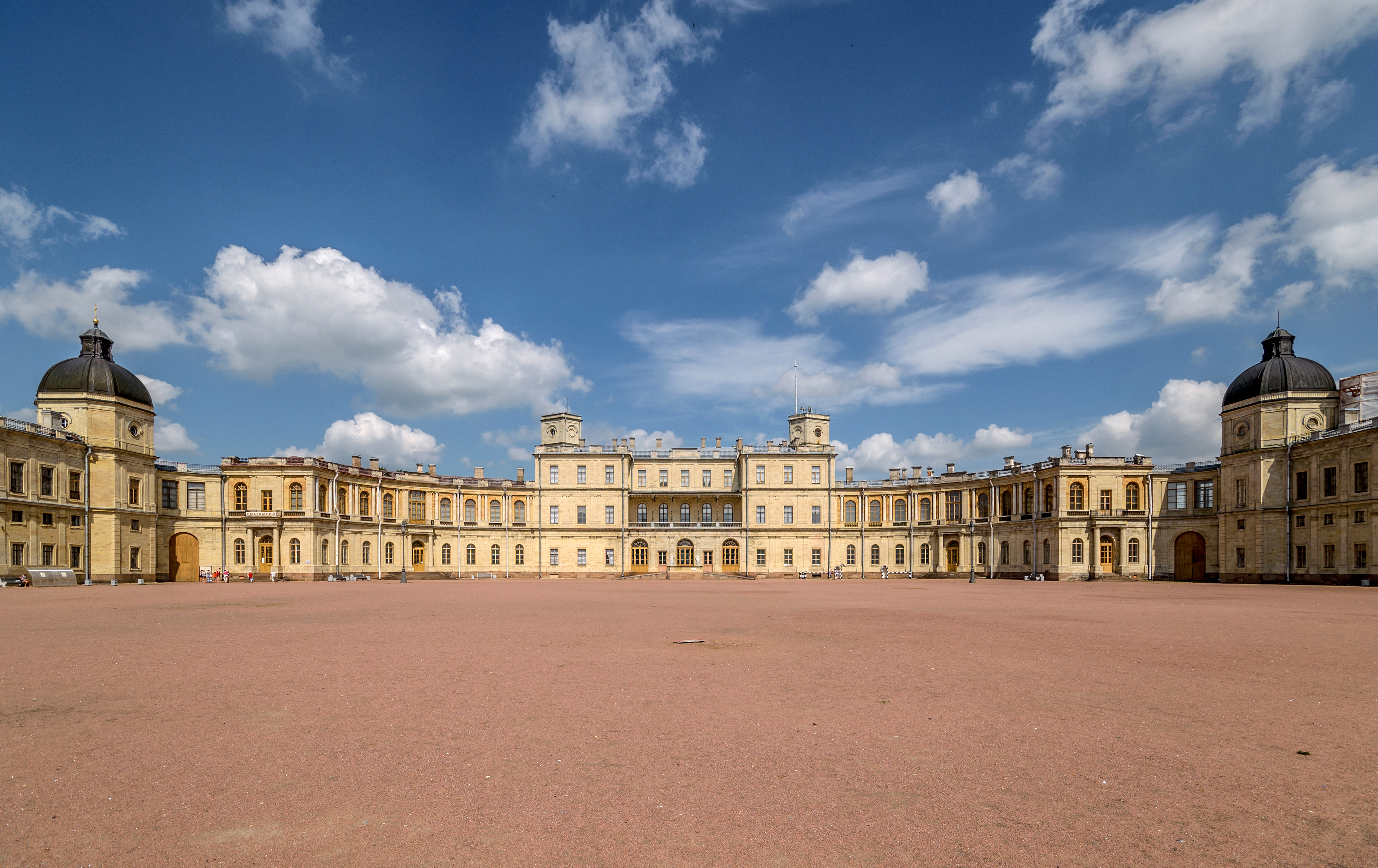
Большой Гатчинский дворец
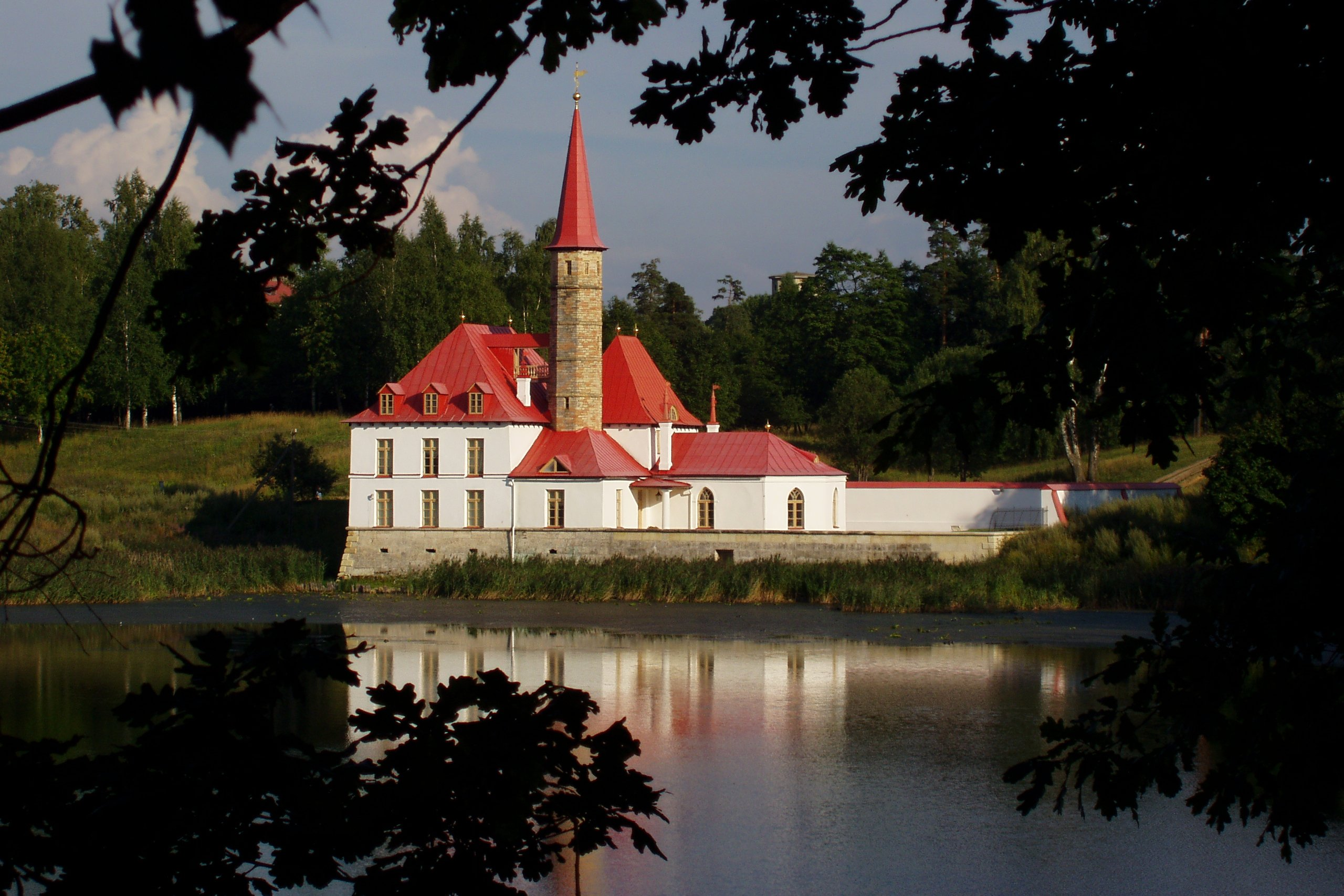
Приоратский дворец
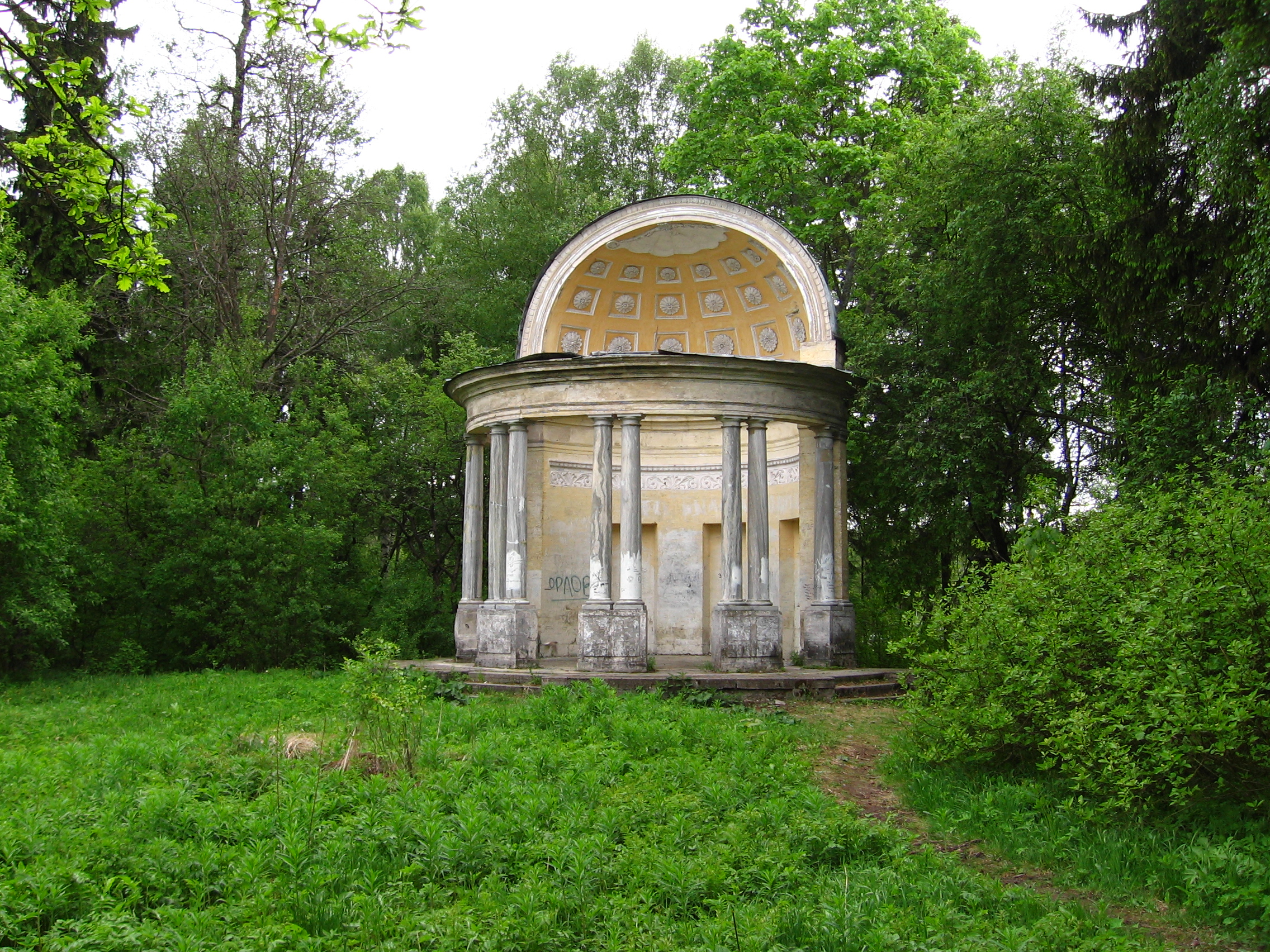
Павильон Орла
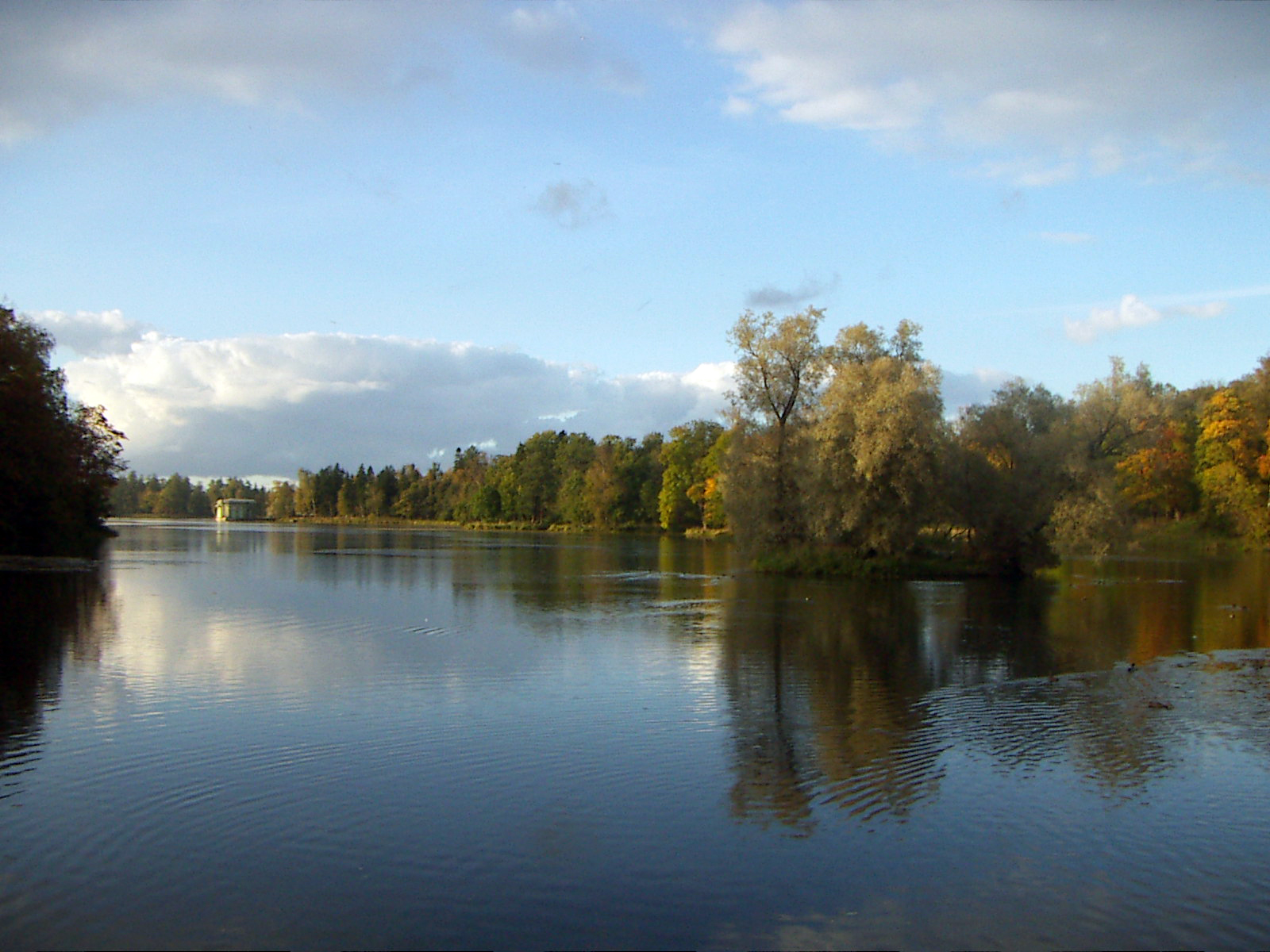
Белое озеро в Дворцовом парке

### Парки, дворцы и парковые сооружения
- Дворцовый парк
  - Гатчинский дворец (музей)
  - Адмиралтейские ворота
  - Адмиралтейство (в руинах)
  - Амфитеатр
  - Берёзовые ворота
  - Берёзовый домик (музей) и портал «Маска»
  - Горбатый мост
  - Зверинские ворота
  - Карпин мост
  - Колонна Орла
  - Лесная оранжерея (в руинах)
  - Павильон Венеры (музей)
  - Павильон Орла
  - Памятник Павлу I
  - Сильвийские ворота
  - Терраса-пристань
  - Чесменский обелиск
- Приоратский парк
  - Приоратский дворец (музей)
- Сильвия

Дворцы и парки Гатчины входят в состав Государственного художественно-архитектурного дворцово-паркового музея-заповедника «Гатчина».

## Ораниенбаум(г.Ломоносов)

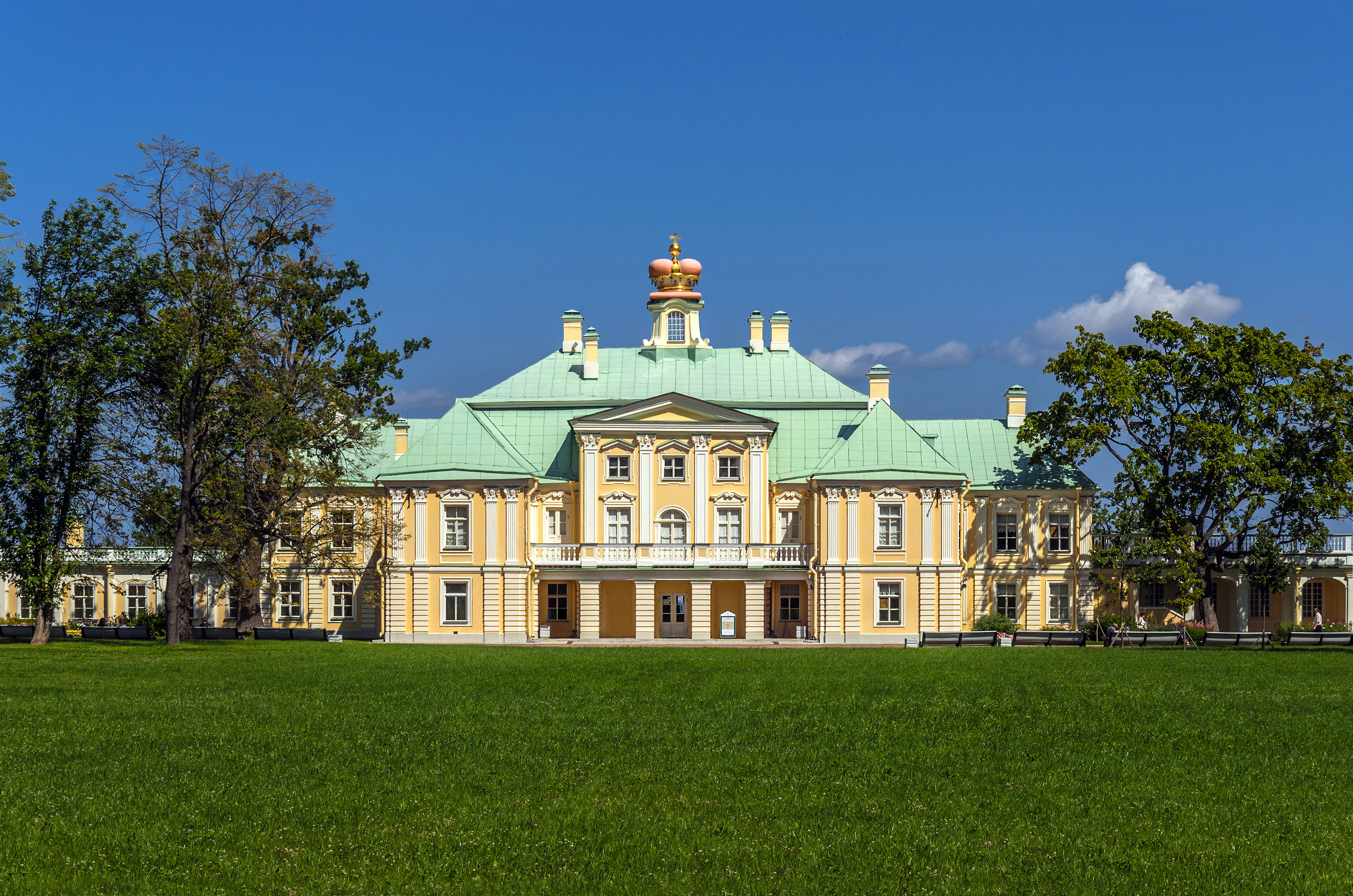
Большой Меншиковский дворец
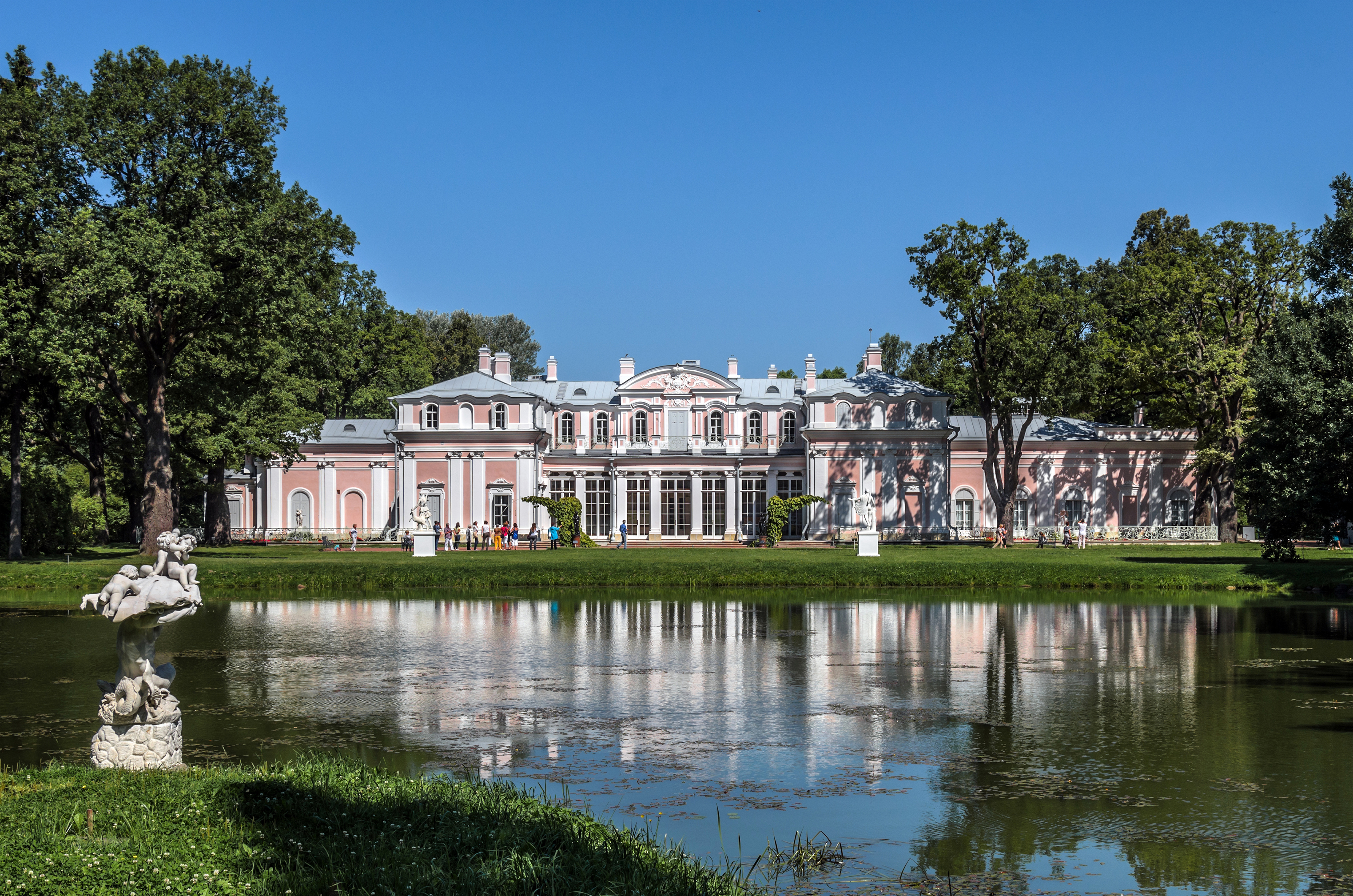
Китайский дворец
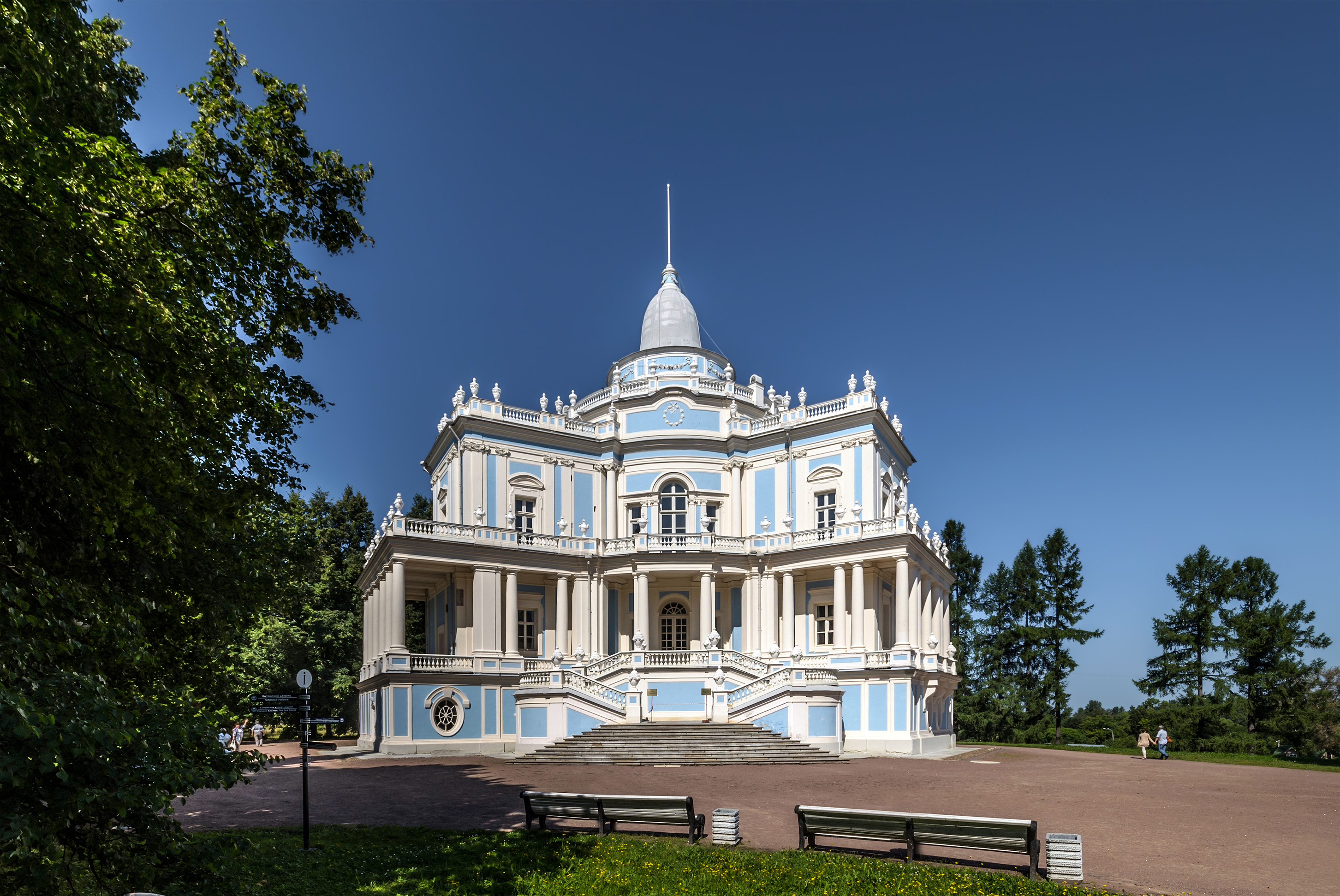
Павильон Катальной горки
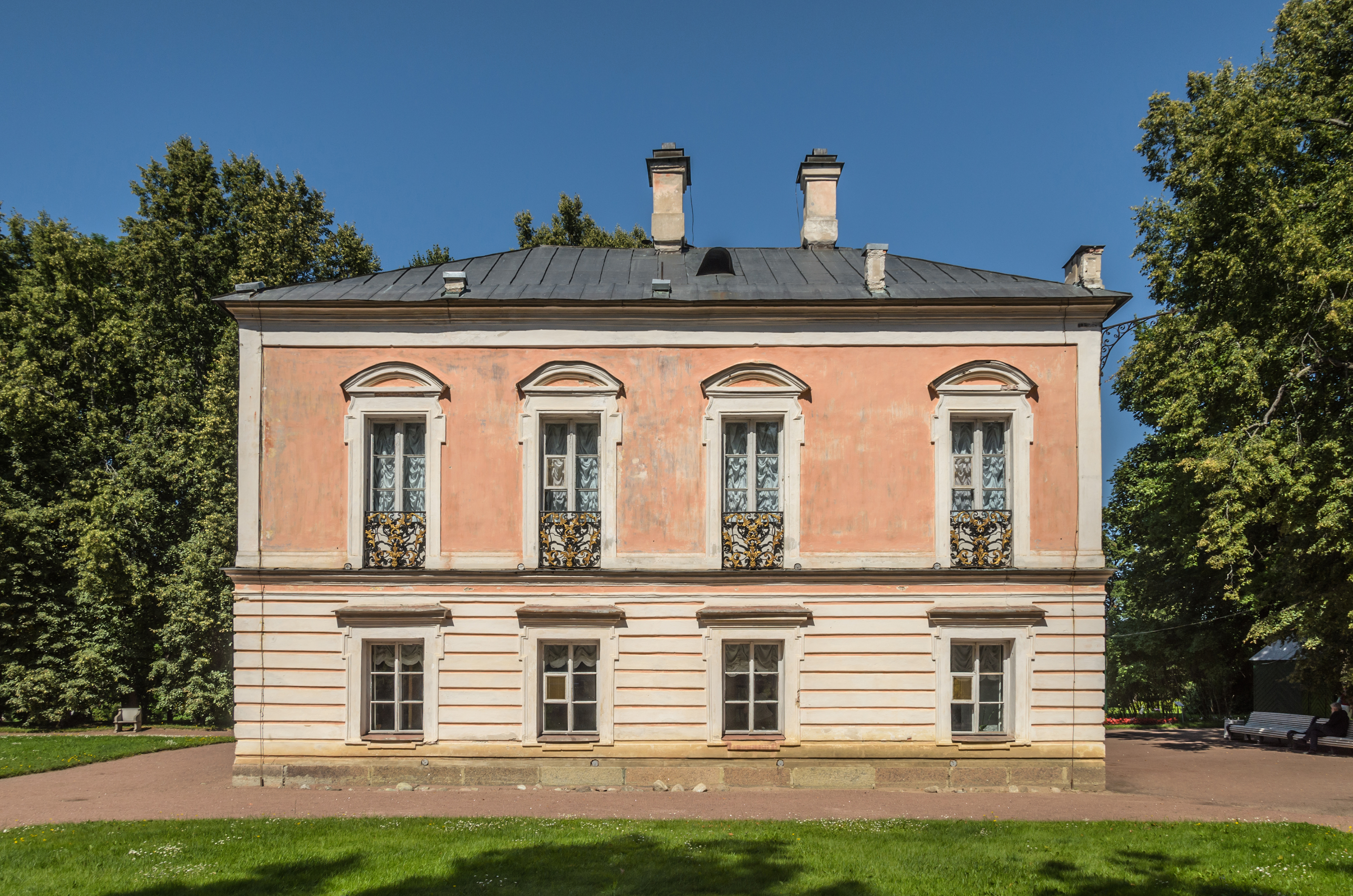
Дворец Петра III

### Парки, дворцы и парковые сооружения
- Нижний сад
  - Большой Меншиковский дворец (музей)
  - Картинный дом
- Верхний парк
  - Въездные ворота крепости Петерштадт
  - Дворец Петра III (музей)
  - Кавалерский корпус
  - Каменное зало (музей)
  - Китайский дворец (музей)
  - Китайская кухня
  - Павильон Катальной горки (музей)
  - Петровский мост

Дворцы и парки Ораниенбаума входят в состав Государственного художественно-архитектурного дворцово-паркового музея-заповедника «Петергоф».

## Павловск

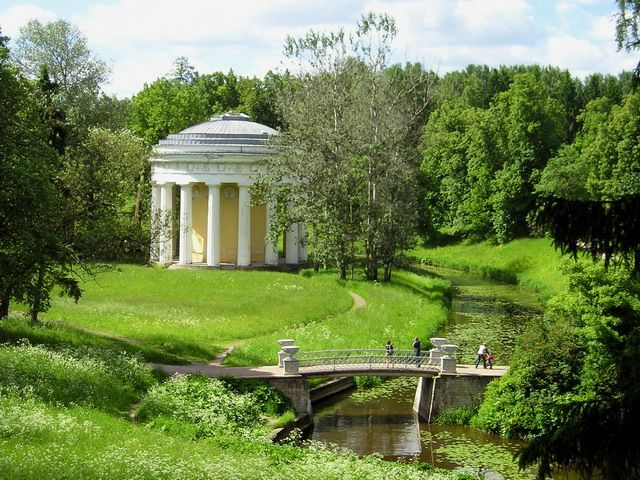
Долина р. Славянки. Храм Дружбы
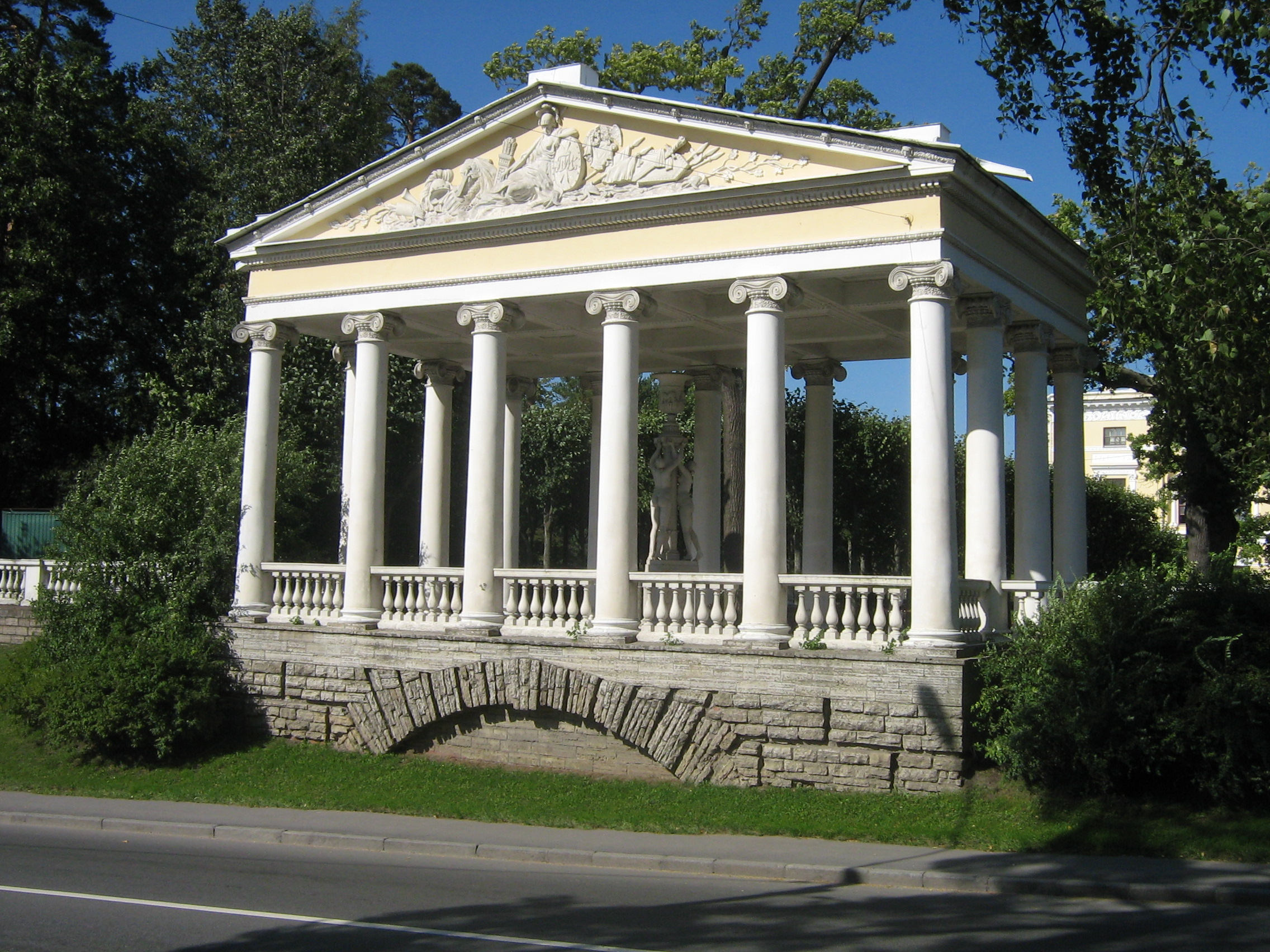
Павильон трех граций
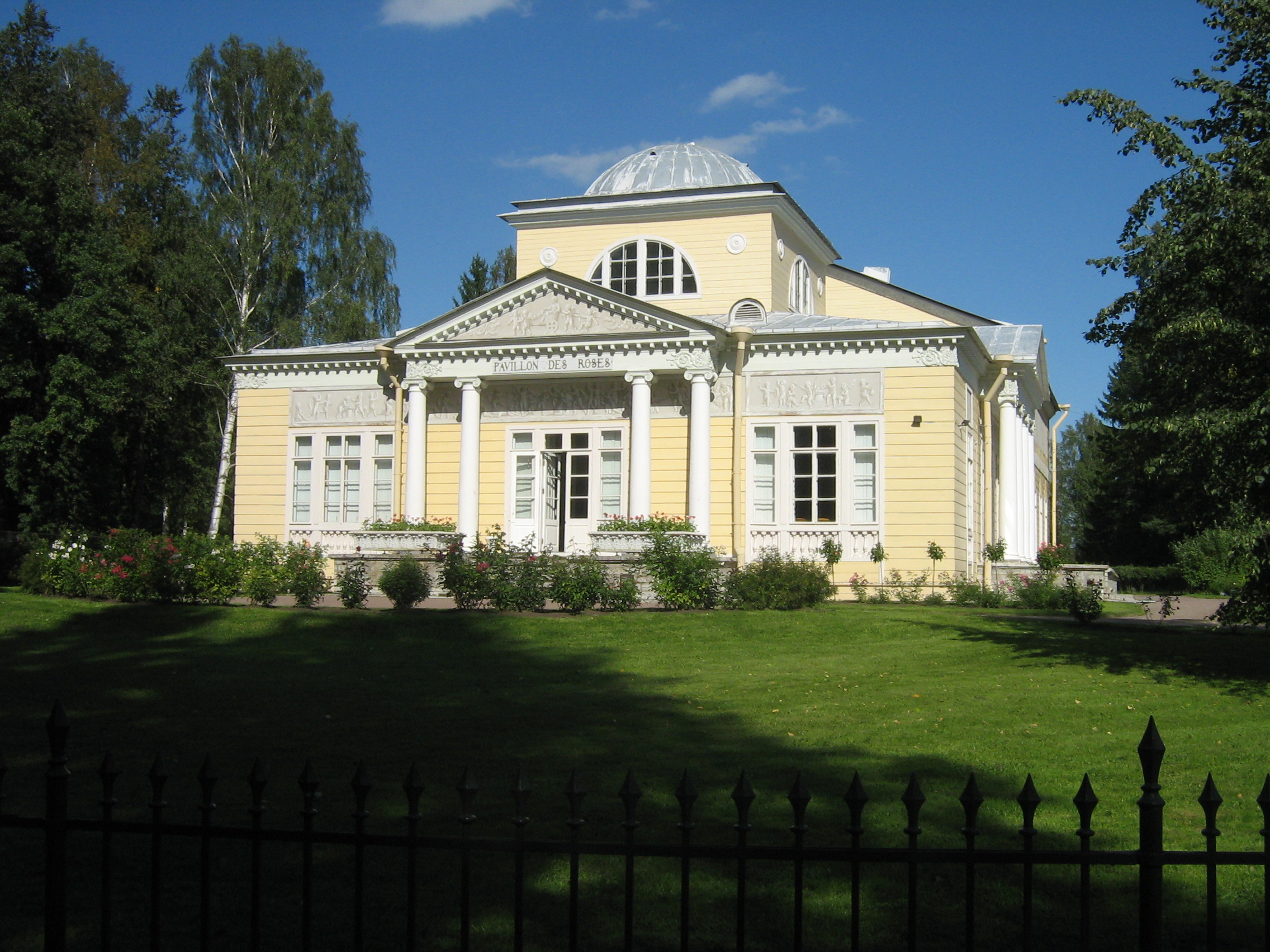
Розовый павильон

### Парки, дворцы и парковые сооружения
- Павловский парк
  - Колоннада Аполлона
  - Крепость Бип
  - Мавзолей супругу-благодетелю
  - Павильон Росси
  - Павильон трех граций
  - Павловский дворец (музей)
  - Пиль-башня
  - Розовый павильон (музей)
  - Холодная ванна (музей)
  - Храм Дружбы
- Александрова дача
  - Храм Флоры и Помоны

### Памятники
- Колонна «Основание Павловска»

Дворцы и парки Павловска входят в состав Государственного художественно-архитектурного дворцово-паркового музея-заповедника «Павловск».

## Петергоф

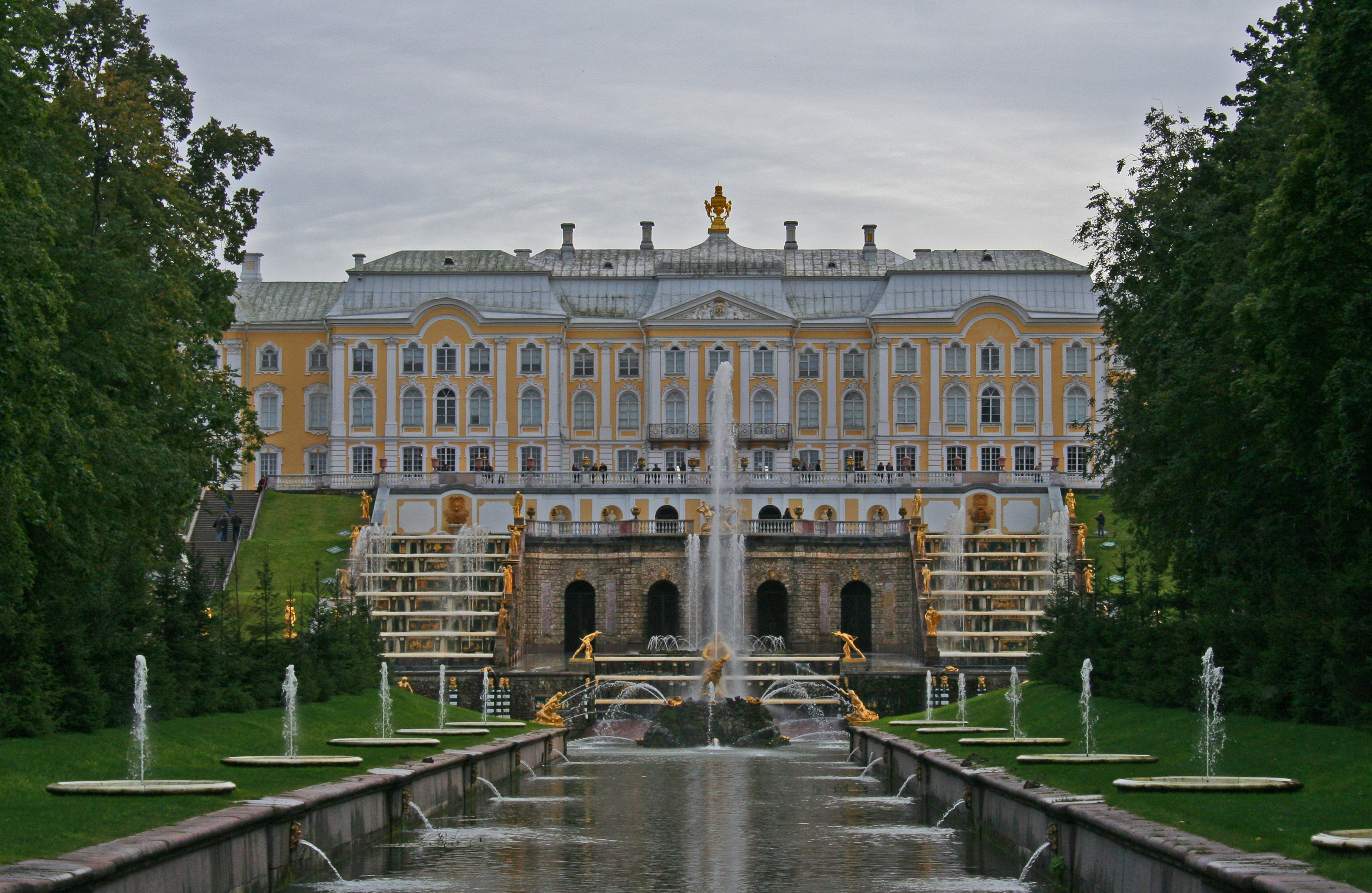
Большой дворец. Вид с Морского канала
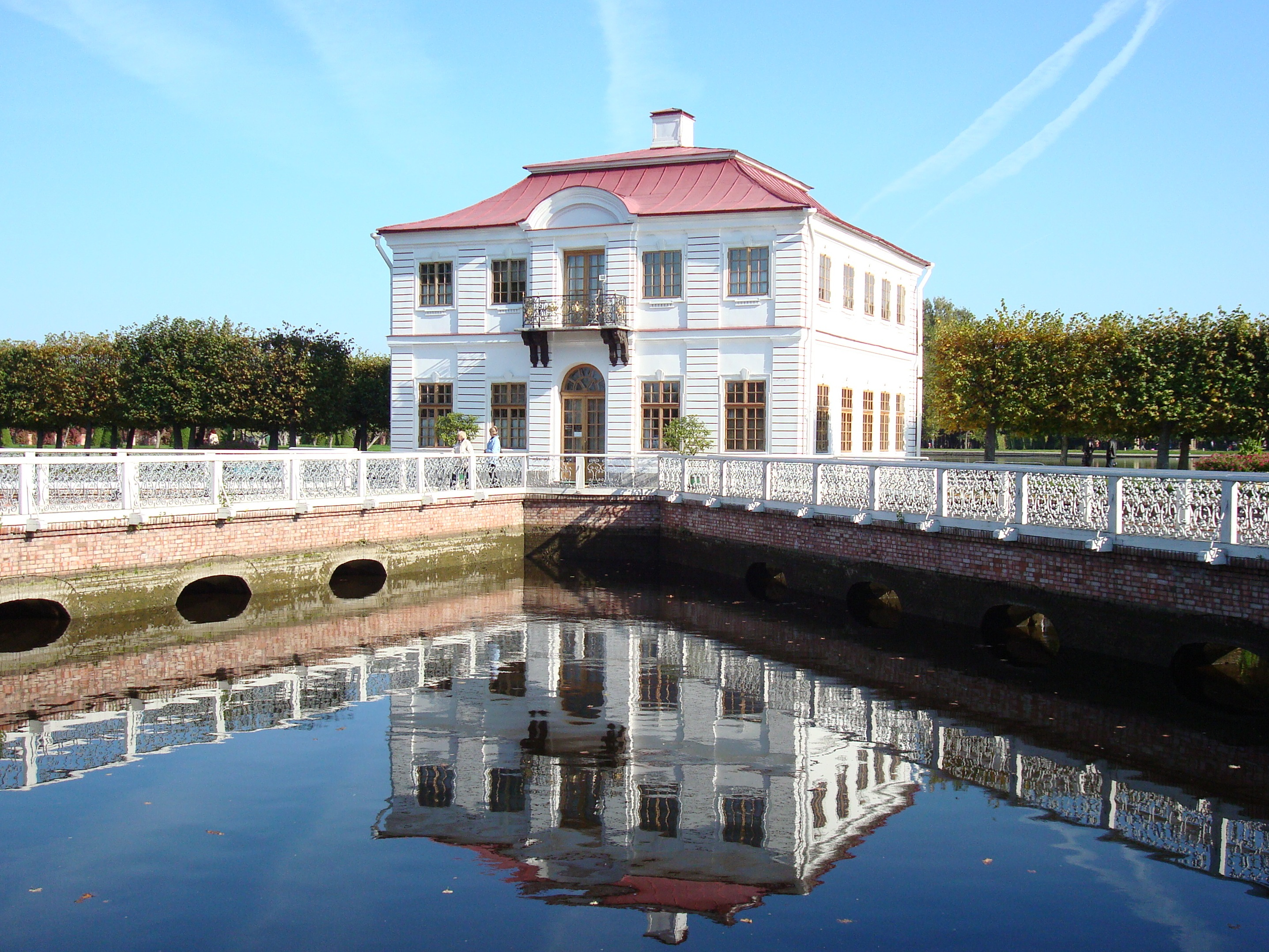
Марли
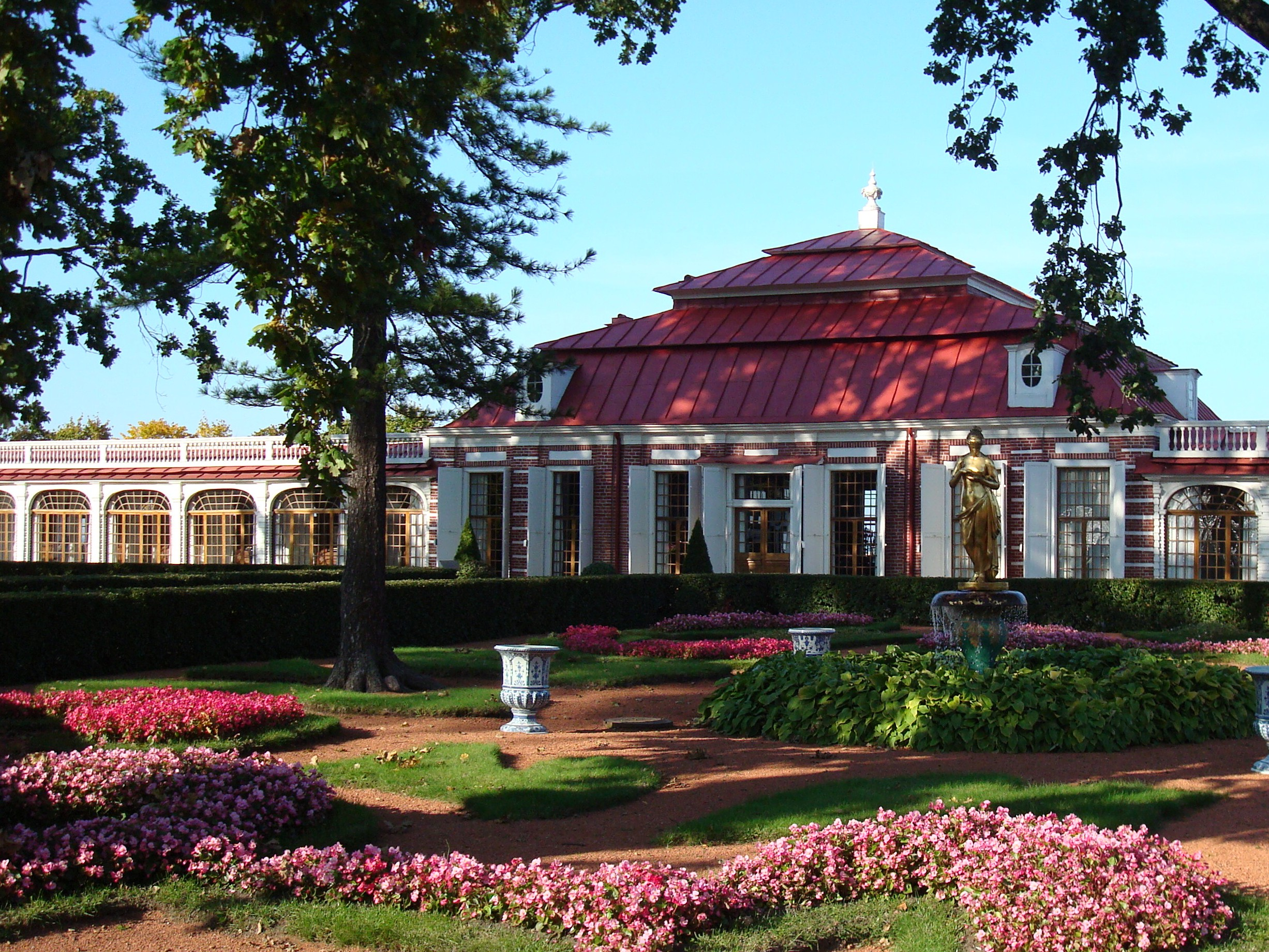
Монплезир
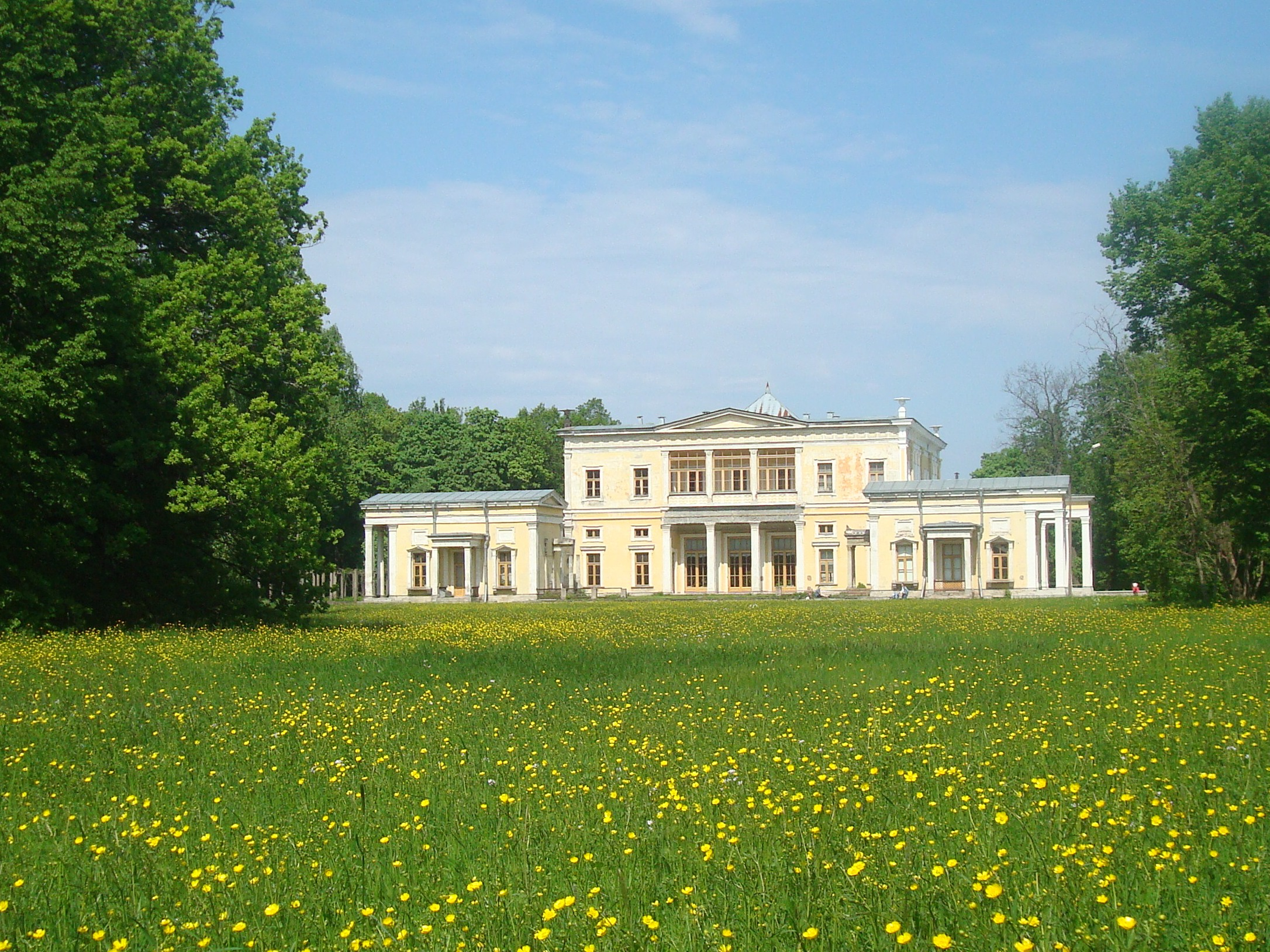
Дворец Лейхтенбергских в парке Сергиевка

### Парки, дворцы и парковые сооружения
- Александрия
  - Телеграфная станция (музей)

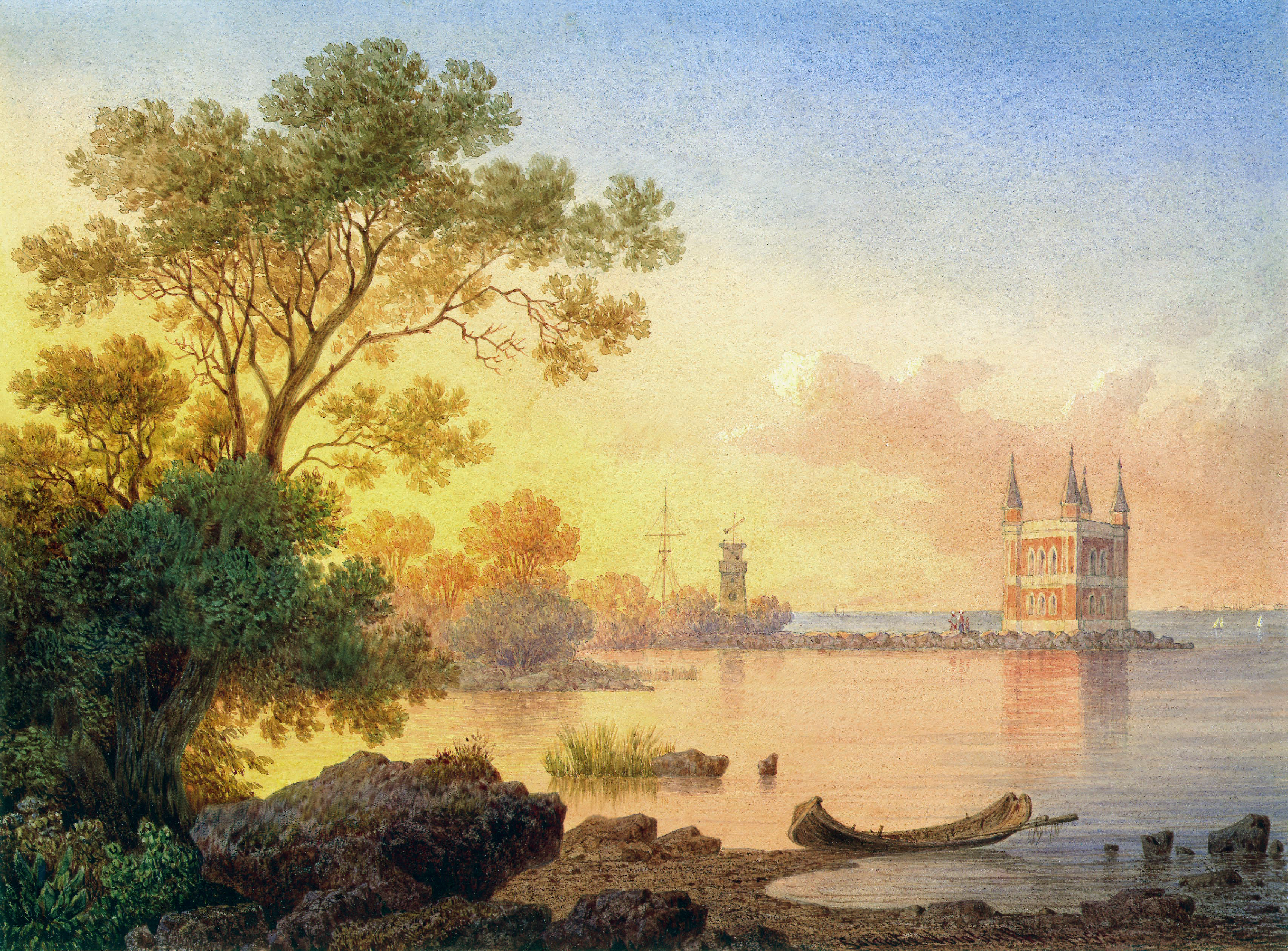
С. М. Воробьёв. Вид Ренеллы в Александрии.

  - Готическая капелла (Церковь святого Александра Невского)
  - Готическая караулка
  - Готический колодец
  - Коттедж (музей)
  - Нижняя дача (в руинах)
  - Новая ферма
  - Руинный мост
  - Фельдъегерский домик
  - Фермерский дворец (музей)
- Александрийский парк
- Английский парк
  - Английский дворец (утрачен)
  - Берёзовый домик (Петергоф) (утрачен)
- Верхний сад
  - Дубовый фонтан
  - Фонтаны Квадратных прудов
  - Фонтан «Межеумный»
  - Фонтан «Нептун»
- Колонистский парк
  - Ольгин павильон (музей)
  - Царицын павильон (музей)
- Луговой парк
  - Бельведер
  - Никольский сельский домик (утрачен)
  - Павильон «Озерки» (утрачен)
  - Церковь Святой Александры близ Петергофа
- Нижний парк
  - Большой Петергофский дворец (музей)
  - Большая оранжерея
  - Вольеры
  - Воронихинские колоннады
  - Марли (музей)
  - Монплезир (музей)
  - Екатерининский корпус (музей)
  - Банный корпус (музей)
  - Павильон «Эрмитаж» (музей)
  - Памятник Петру I
  - Фонтаны
    - Большой каскад
    - Марлинский каскад
    - «Шахматная гора»
    - Львиный каскад
    - Фонтан «Самсон, раздирающий пасть льва»
    - «Тритон»
    - Римские фонтаны
    - Большие фонтаны (Итальянский и Французский)
    - Фонтаны на террасах
    - Аллея фонтанов
    - Фонтаны «Адам» и «Ева»
    - Фонтаны мраморных скамей («Данаида» и «Нимфа»)
    - Фонтаны-шутихи «Водяная дорога», «Дубок», «Ёлочки», «Зонтик», «Диванчики»
    - «Фаворитка»
    - «Китовый»
    - «Сноп»
    - Фонтаны-колокола
    - «Раковина»
    - «Солнце»
    - «Пирамида»
    - Фонтан в Лабиринте
    - Менажерные фонтаны
    - Тритоны-колокола
- Парк «Знаменка»
  - Дворец в. кн. Николая Николаевича
  - Павильон Ренелла (утрачен)
  - Церковь свв. Петра и Павла
- Парк «Михайловка»
  - Дворец в. кн. Михаила Николаевича
  - Церковь святой Ольги
- Сергиевка
  - Дворец Лейхтенбергских
  - Валун «Голова»
- Собственная дача
  - Собственная дача Александра II
  - Церковь святой Троицы

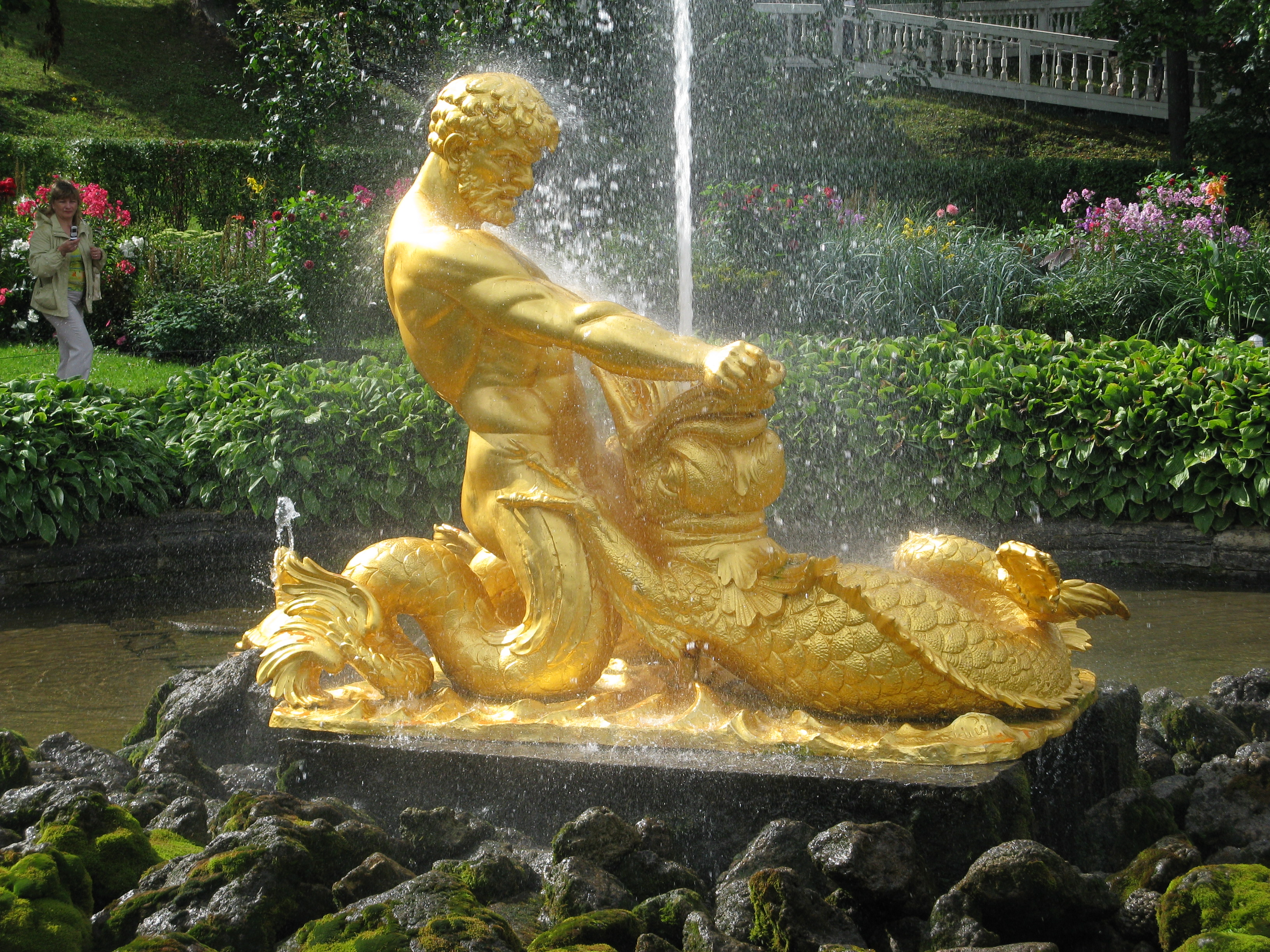
«Тритон»
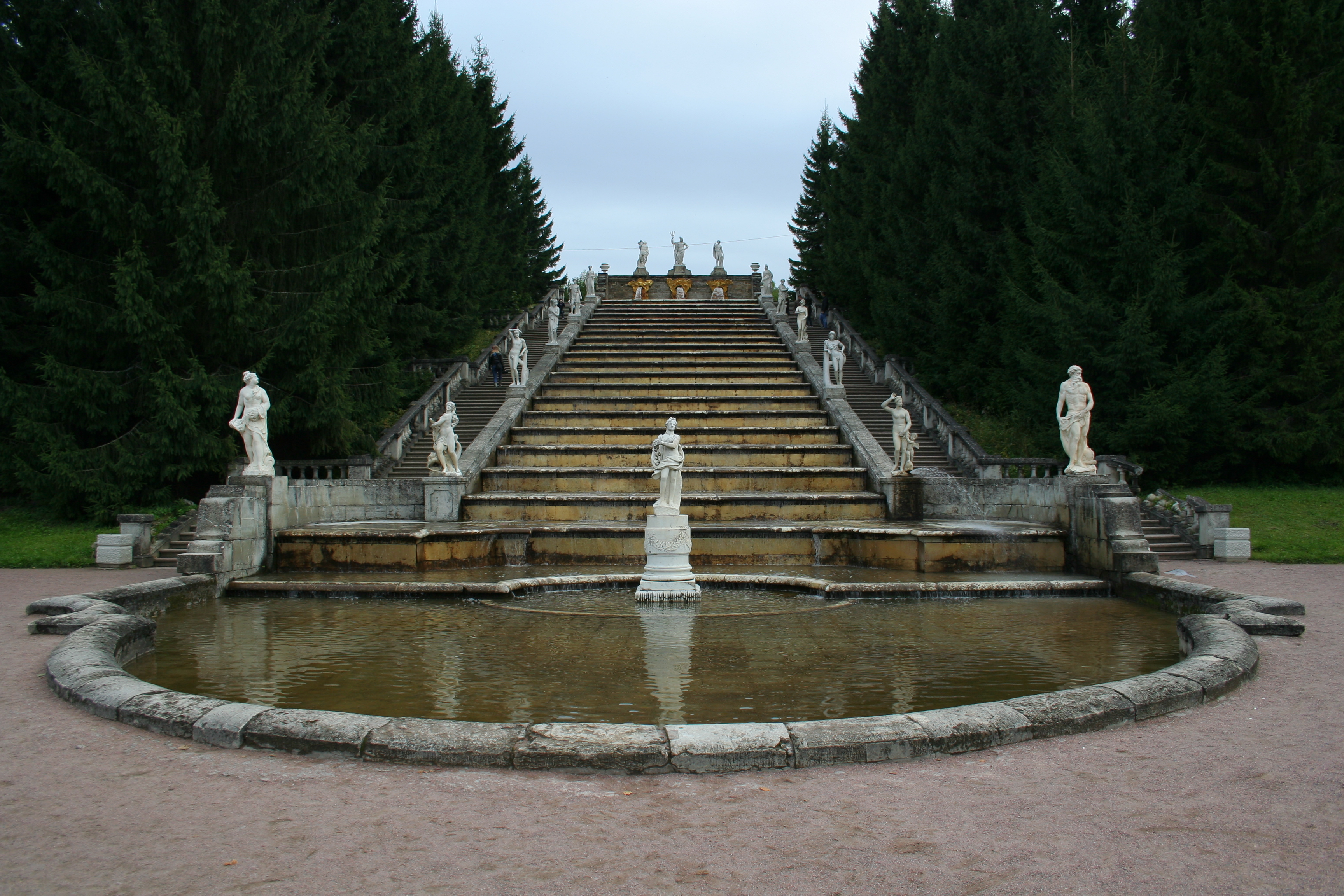
Марлинский каскад
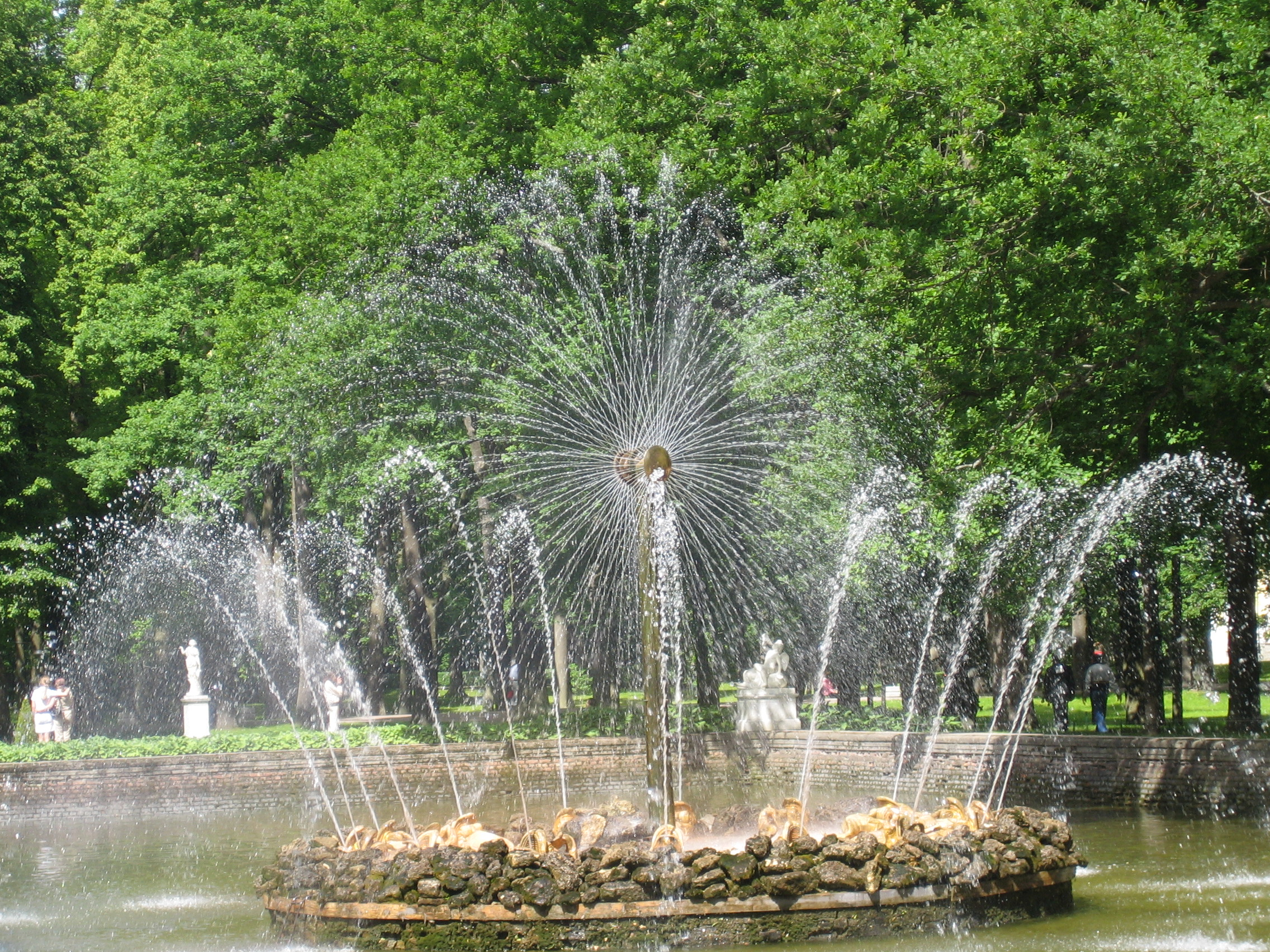
Фонтан «Солнце»

Дворцы и парки Петергофа входят в состав Государственного художественно-архитектурного дворцово-паркового музея-заповедника «Петергоф».

## Стрельна

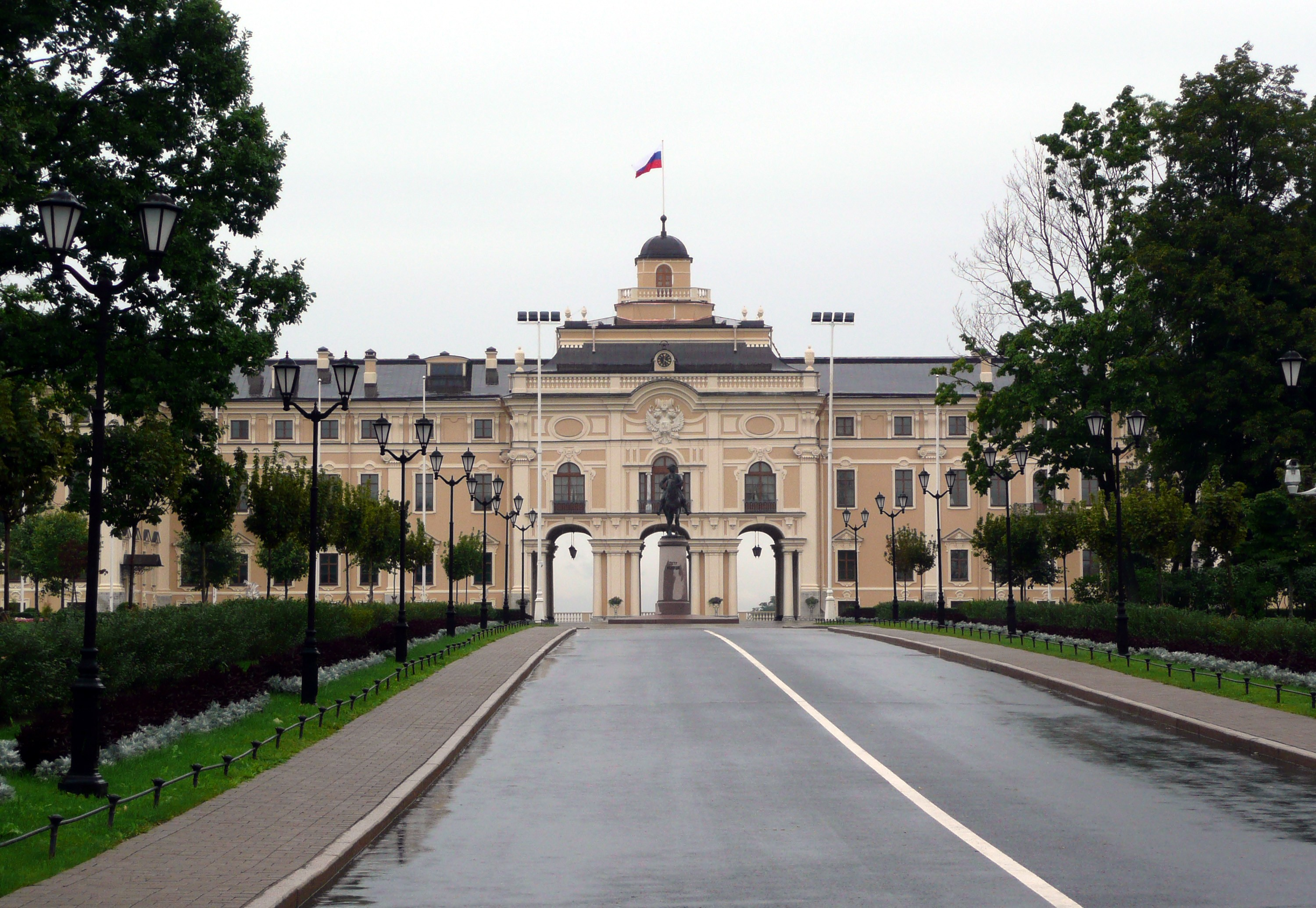
Константиновский дворец
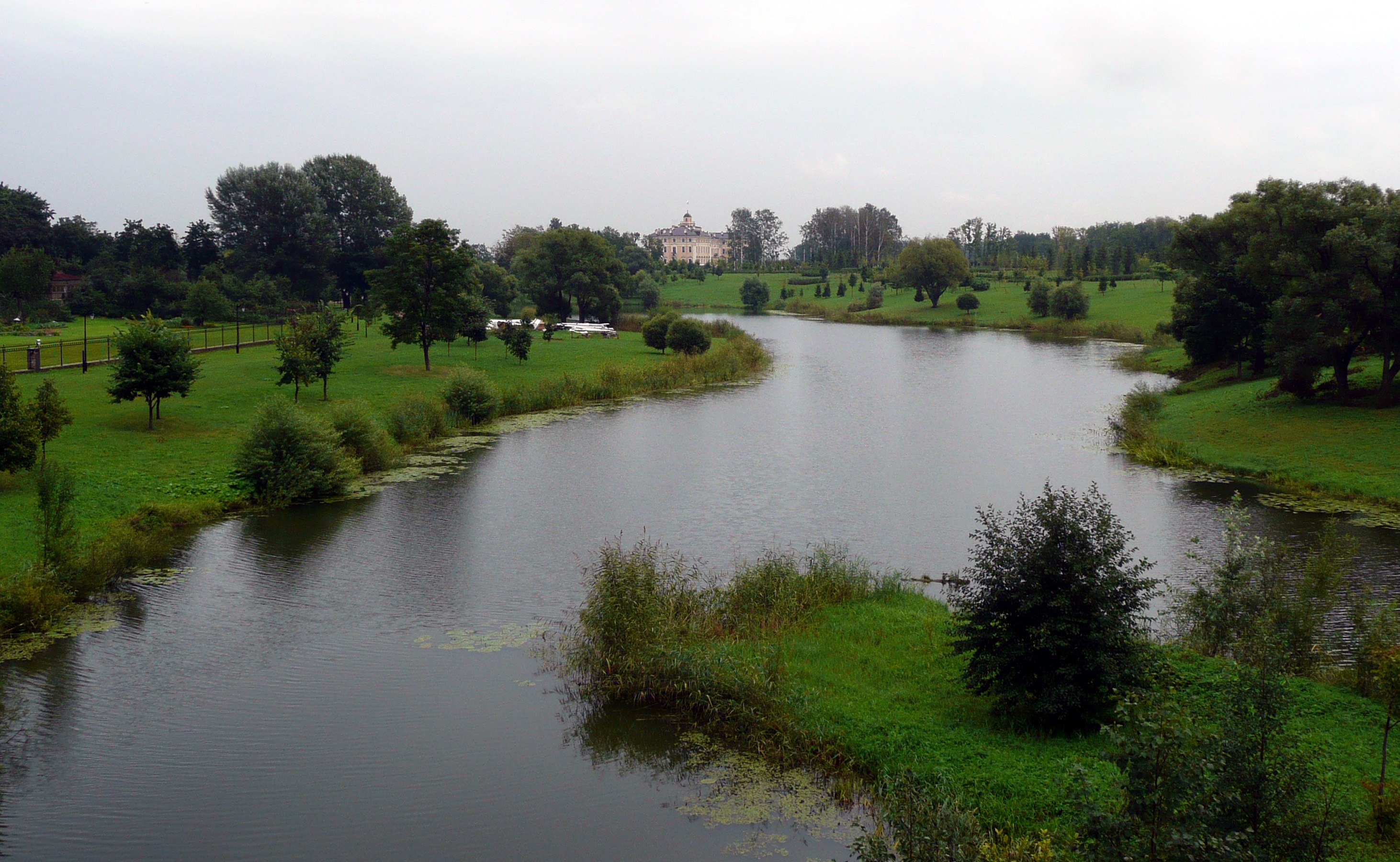
Константиновский парк
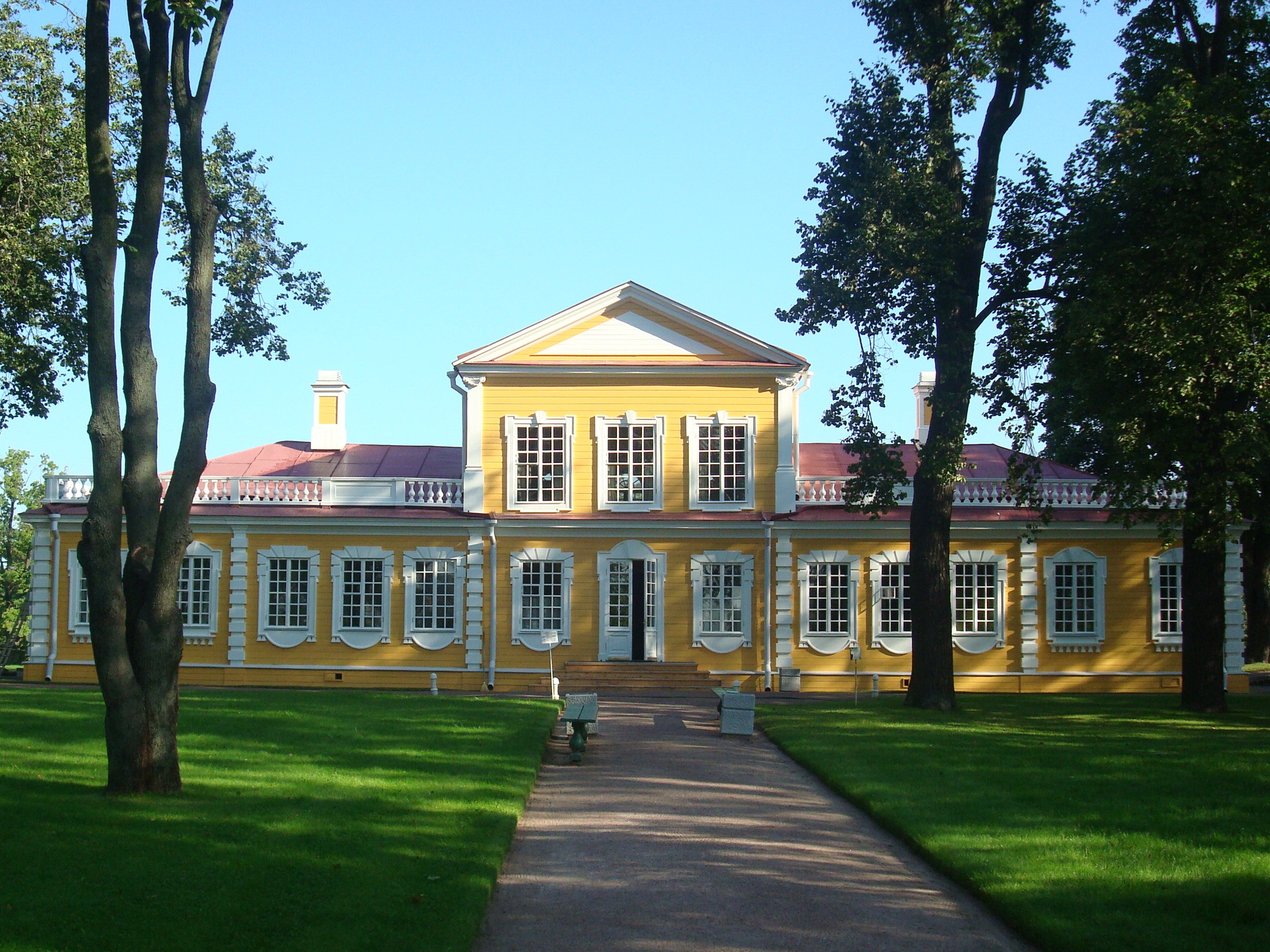
Путевой дворец Петра I

### Парки и дворцы
- Путевой дворец Петра I (музей)
- Константиновский парк
  - Константиновский дворец (музей)
- Орловский парк

### Другие достопримечательности
- Львовский дворец
- Музей «Морская Стрельна»
- Почтовый двор

## Царское Село(г.Пушкин)

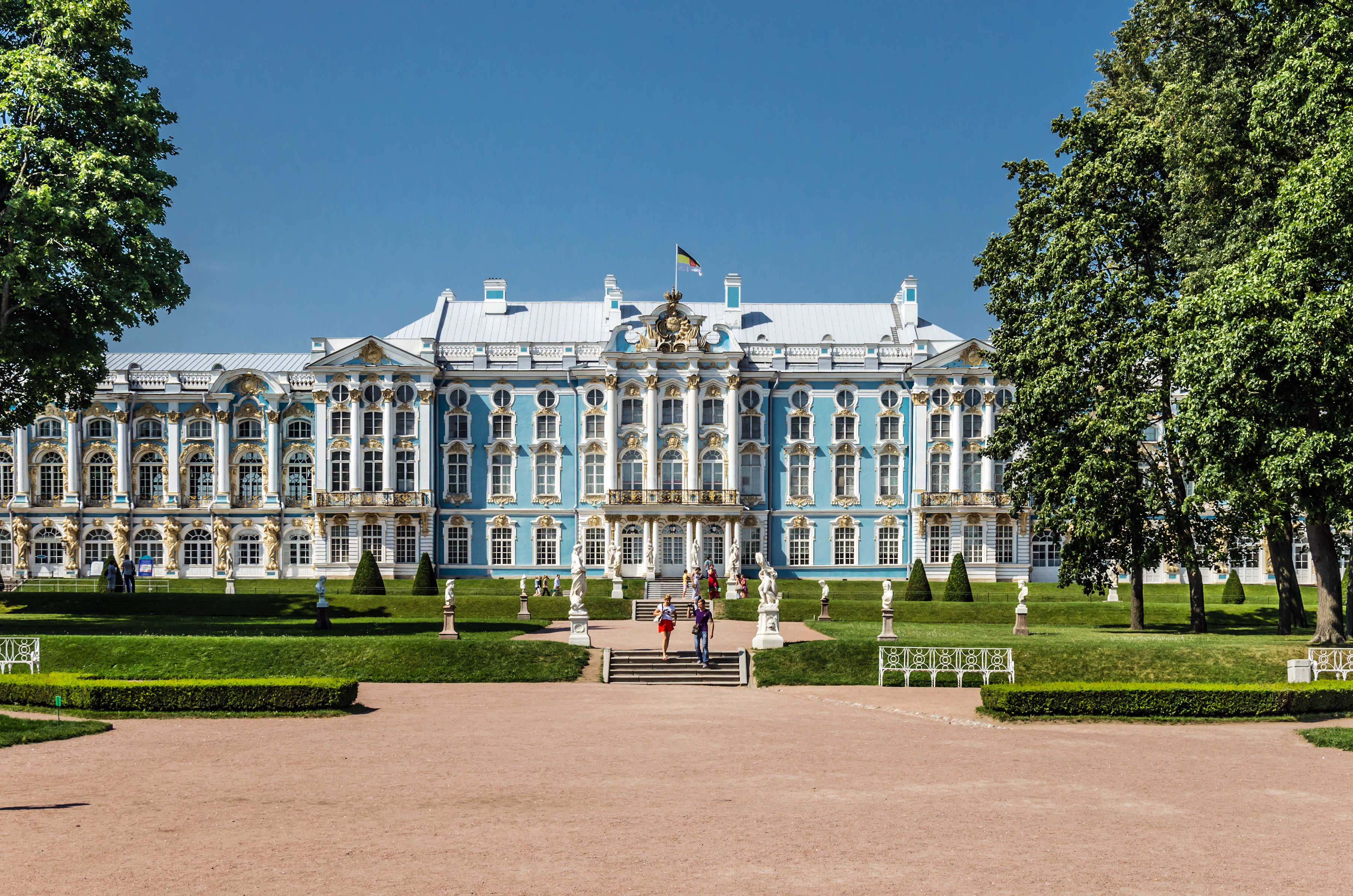
Большой Екатерининский дворец
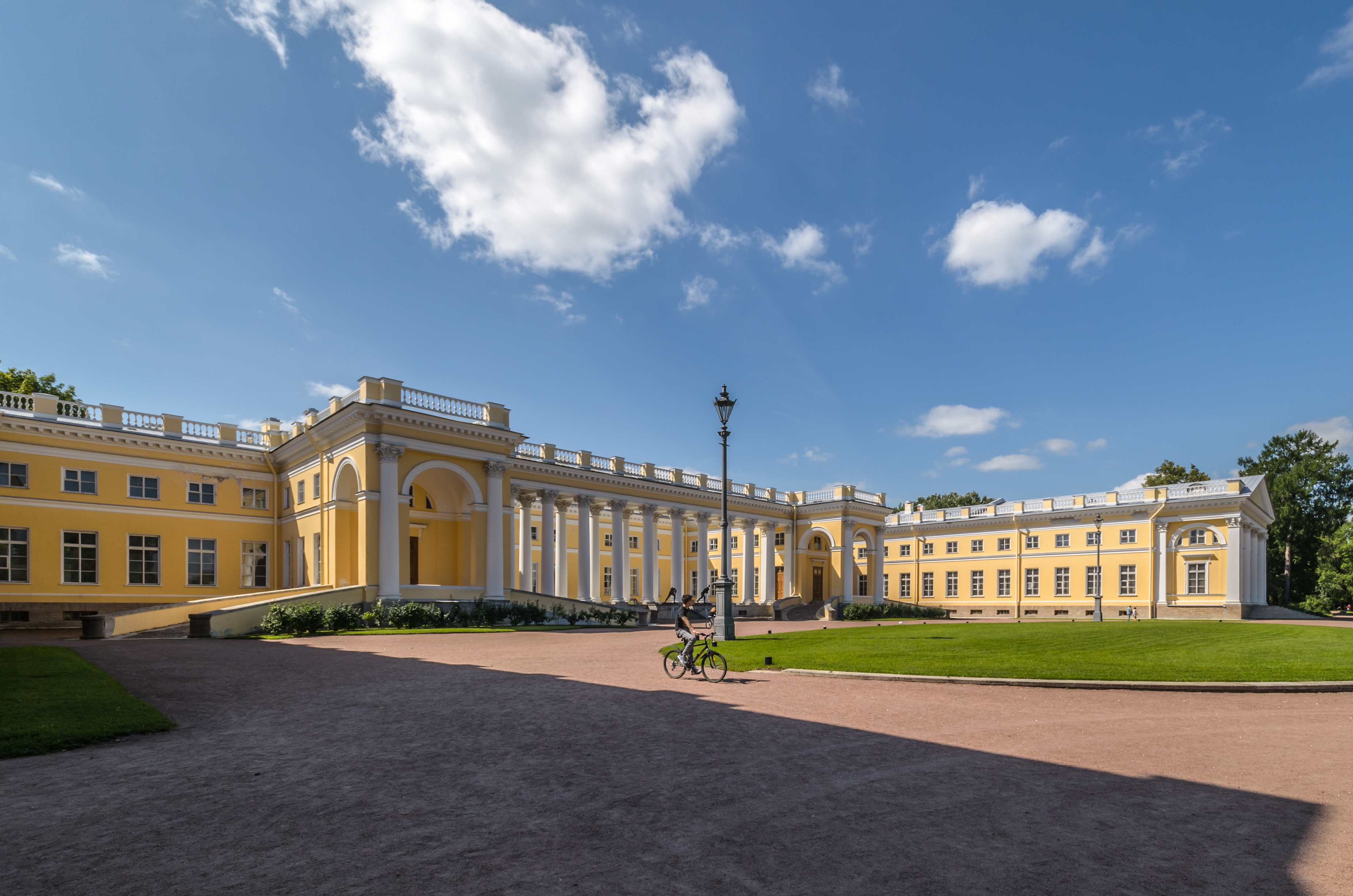
Александровский дворец
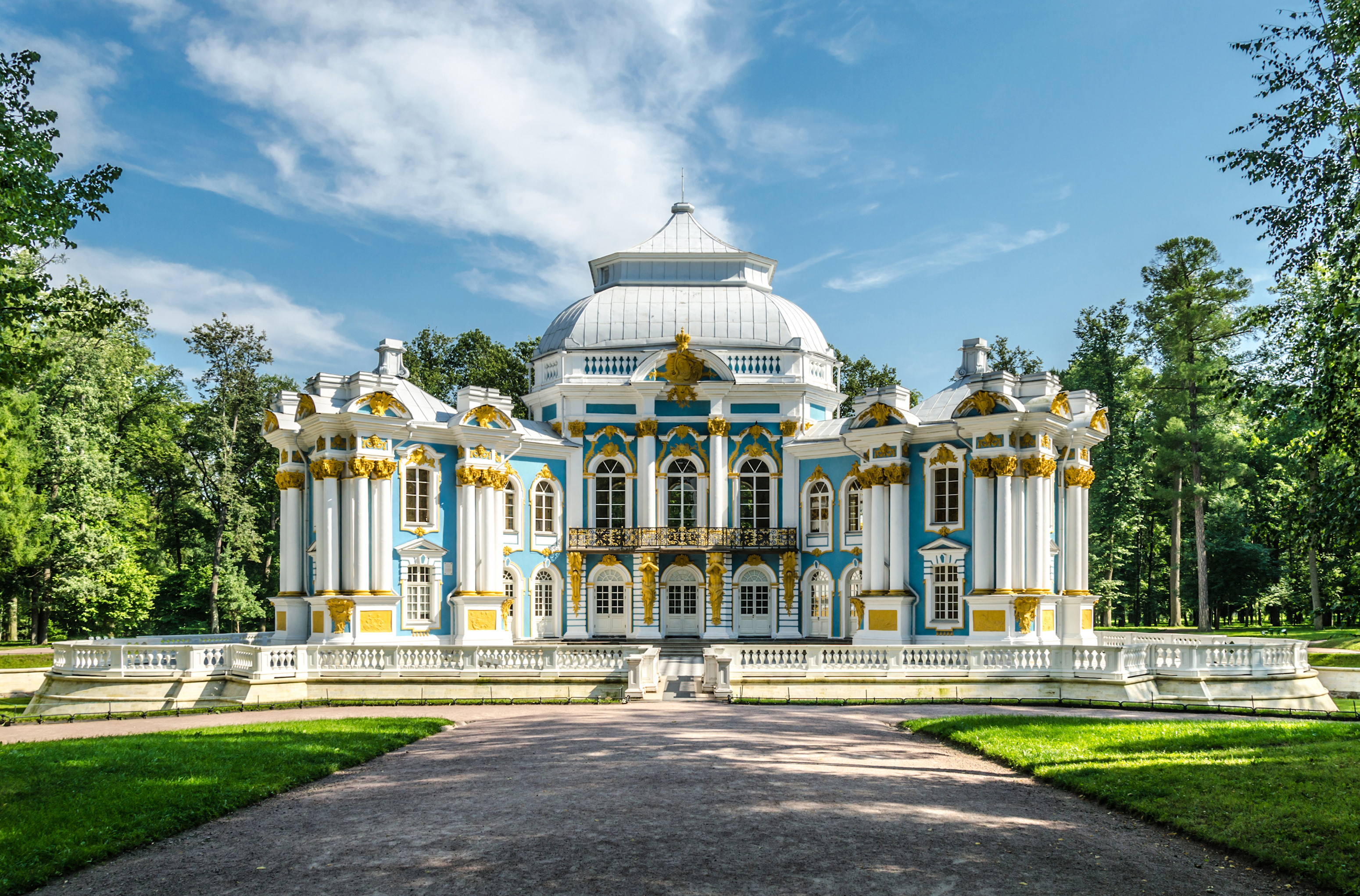
павильон «Эрмитаж»
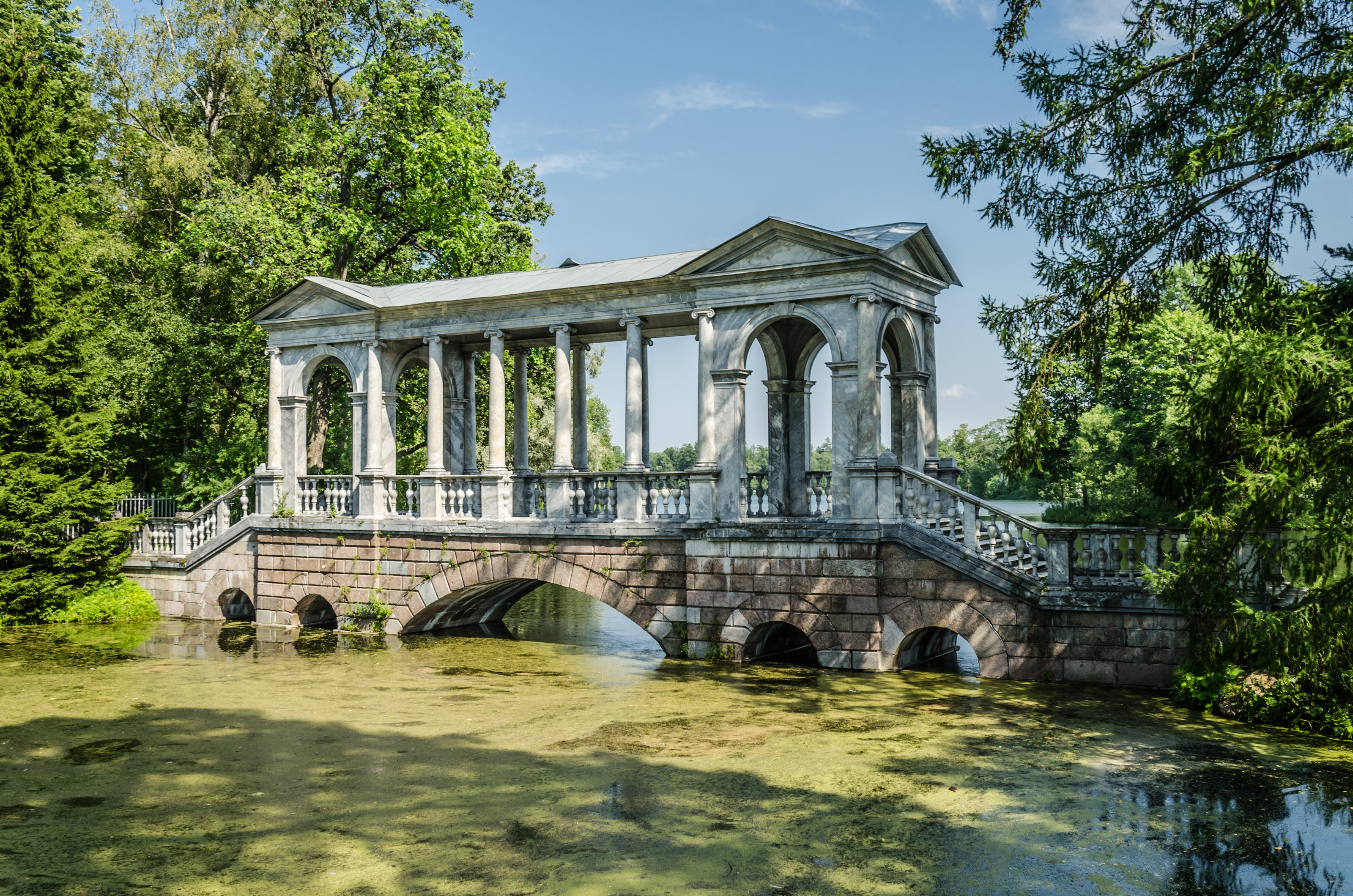
Мраморный мост

### Парки, дворцы и парковые сооружения
- Александровский парк
  - Александровский дворец (музей)
  - Арсенал
  - Белая башня (Царское Село) (детский музейный центр)
  - Большой каприз
  - Большой китайский мост
  - Грот-родник
  - Детский домик
  - Драконов мост
  - Китайский театр (в руинах)
  - Китайская деревня
  - Крестовый мост
  - Ламский павильон (в руинах)
  - Малый каприз
  - Пенсионные конюшни
  - Шапель
- Баболовский парк
  - Баболовский дворец (в руинах)
- Екатерининский парк
  - Адмиралтейство
  - Большой Екатерининский дворец (музей)
  - Верхняя ванна
  - Вечерний зал
  - Готические ворота
  - Гранитная терраса
  - Грот
  - Зал на острову
  - Кагульский обелиск
  - Камеронова галерея
  - Концертный зал (Царское Село) (музей)
  - Кухня-руина
  - Морейская колонна
  - Мраморный мост
  - Нижняя ванна (музей)
  - Орловские ворота
  - Скрипучая беседка
  - Турецкая баня (музей)
  - Фонтан «Девушка с кувшином»
  - Холодная баня с Агатовыми комнатами (Царское Село) (музей)
  - Чесменская колонна
  - павильон «Эрмитаж» (музей)
  - Эрмитажная кухня
- Лицейский сад
  - Памятник А. С. Пушкину-лицеисту
  - Знаменская церковь
- Отдельный (Колонистский) парк
- Фермский парк
  - Ферма
  - Ратная палата
  - Императорский павильон (в руинах)
  - Федоровский городок
  - Федоровский собор
  - Казармы Собственного Его Императорского Величества конвоя

Дворцы и парки Царского Села входят в состав Государственного художественно-архитектурного дворцово-паркового музея-заповедника «Царское Село».